# Juan Carlos Valerón
Juan Carlos Valerón Santana (* 17. června 1975 Arguineguín) je bývalý španělský fotbalista. Hrál na pozici ofenzivního záložníka, kde uplatnil svoji míčovou techniku a cit pro přihrávku, jeho kariéru však ovlivnila četná zranění. Trenér Víctor Sánchez prohlásil, že kdyby Valerón hrál za slavnější kluby, získal by se svým talentem určitě Zlatý míč.
S fotbalem začínal v rodném městě Arguineguín na ostrově Gran Canaria, od roku 1990 hrál za UD Las Palmas. V roce 1997 přestoupil do prvoligového RCD Mallorca, s nímž postoupil do finále Copa del Rey. V letech 1998 až 2000 působil v Atléticu Madrid, po jeho sestupu z ligy odešel do Deportiva La Coruña. Zde odehrál třináct sezón, byl španělským vicemistrem v letech 2001 a 2002, v roce 2002 vyhrál pohár i superpohár, v roce 2004 byl semifinalistou Ligy mistrů a v roce 2008 získal Pohár Intertoto. V roce 2009 získal cenu pro nejslušnějšího hráče španělské ligy. V roce 2013 se vrátil do Las Palmas, kterému pomohl v roce 2015 k postupu do nejvyšší soutěže. Hráčskou kariéru ukončil v květnu 2016. V Las Palmas dále působil jako trenér mládeže a asistent hlavního trenéra Manuela Márqueze Rocy.
Se španělským juniorským výběrem vyhrál mistrovství Evropy ve fotbale hráčů do 21 let 1998. Za seniorskou reprezentaci odehrál v letech 1998 až 2005 46 zápasů a vstřelil pět branek. Zúčastnil se mistrovství Evropy ve fotbale 2000, mistrovství světa ve fotbale 2002 a mistrovství Evropy ve fotbale 2004. Na MS 2002 skóroval v utkání proti Slovinsku a na ME 2004 vstřelil jako střídající hráč jedinou branku utkání s Ruskem 36 sekund po svém příchodu na hřiště.